# Ricky (hond)
Ricky is een hond die zich in de Tweede Wereldoorlog heldhaftig gedragen heeft.
Bij de kanalen bij Nederweert was Ricky betrokken bij het opsporen van mijnen. Ondanks dat hij bij een explosie gewond raakte, bleef hij rustig om zo niemand in gevaar te brengen. In 1947 ontving hij hiervoor de Dickin Medal, de hoogste Britse onderscheiding voor dieren. Ricky ligt begraven op het dierenkerkhof Ilford Animal Cemetery. Hier liggen meer dieren begraven die vanwege dapperheid de Dickin Medal kregen.
De halsband  met het opschrift 'war dog school', de daaraan hangende Dickin Medal en een fotoportret van de hond Ricky zijn te zien in de vaste opstelling van het Museum van de Kanselarij der Nederlandse Orden te Apeldoorn. De tekst op de keerzijde van de medaille luidt: "Ricky" / 21st. Army Group. / Nederweert / December. 1944. / A.F.C.M. No. 1206. / D.M. No. 47. :
Tweede Wereldoorlog ·
Nederland in WO2 ·
België in WO2 ·
nazi-Duitsland ·
 Portaal:Tweede Wereldoorlog